# Botryllus magnus
Botryllus magnus är en sjöpungsart som först beskrevs av Friedrich Ritter 1901.  Botryllus magnus ingår i släktet Botryllus och familjen Styelidae. Inga underarter finns listade.